# Seewolf farkasfalka
A Seewolf farkasfalka a Kriegsmarine tengeralattjárókból álló második világháborús támadóegysége volt, amely összehangoltan tevékenykedett 1941. szeptember 2. és 1941. szeptember 15. között az Atlanti-óceán északi részén, főleg Izlandtól délre, Írországtól nyugatra. A Seewolf (Farkashal) farkasfalka 17 búvárhajóból állt, amelyek öt hajót (20 396 brt) süllyesztettek el. A tengeralattjárók nem szenvedtek veszteséget. A falka által elsüllyesztett hajók tekintetében átfedés van a Brandenburg falkával.

## A farkasfalka tengeralattjárói
| A hajó száma | Parancsnoka                  | Részvétel kezdete   | Részvétel vége       |
| ------------ | ---------------------------- | ------------------- | -------------------- |
| U–69         | Wilhelm Zahn                 | 1941. szeptember 4. | 1941. szeptember 5.  |
| U–71         | Walter Flachsenberg          | 1941. szeptember 2. | 1941. szeptember 3.  |
| U–77         | Heinrich Schonder            | 1941. szeptember 2. | 1941. szeptember 7.  |
| U–83         | Hans-Werner Kraus            | 1941. szeptember 2. | 1941. szeptember 7.  |
| U–94         | Otto Ites                    | 1941. szeptember 5. | 1941. szeptember 5.  |
| U–95         | Gerd Schreiber               | 1941. szeptember 2. | 1941. szeptember 4.  |
| U–96         | Heinrich Lehmann-Willenbrock | 1941. szeptember 2. | 1941. szeptember 10. |
| U–98         | Robert Gysae                 | 1941. szeptember 3. | 1941. szeptember 5.  |
| U–206        | Herbert Opitz                | 1941. szeptember 2. | 1941. szeptember 7.  |
| U–553        | Karl Thurmann                | 1941. szeptember 2. | 1941. szeptember 3.  |
| U–557        | Ottokar Arnold Paulssen      | 1941. szeptember 2. | 1941. szeptember 5.  |
| U–558        | Günther Krech                | 1941. szeptember 2. | 1941. szeptember 2.  |
| U–561        | Robert Bartels               | 1941. szeptember 2. | 1941. szeptember 5.  |
| U–563        | Klaus Heinrich Bargsten      | 1941. szeptember 2. | 1941. szeptember 7.  |
| U–567        | Theodor Fahr                 | 1941. szeptember 2. | 1941. szeptember 9.  |
| U–568        | Joachim Preuss               | 1941. szeptember 2. | 1941. szeptember 8.  |
| U–751        | Gerhard Bigalk               | 1941. szeptember 2. | 1941. szeptember 5.  |

## Elsüllyesztett hajók
| Dátum                | A búvárhajó száma | A hajó neve     | Nemzetisége        | Vízkiszorítása | Konvoj |
| -------------------- | ----------------- | --------------- | ------------------ | -------------- | ------ |
| 1941. szeptember 3.  | U–567             | Fort Richepanse | Egyesült Királyság | 3485           |        |
| 1941. szeptember 6.  | U–95              | Trinidad        | Panama             | 434            |        |
| 1941. szeptember 15. | U–94              | Empire Eland    | Egyesült Királyság | 5613           | ON–14  |
| 1941. szeptember 15. | U–94              | Newbury         | Egyesült Királyság | 5102           | ON–14  |
| 1941. szeptember 15. | U–94              | Pegasus         | Görögország        | 5762           | ON–14  |